# پولک‌پوست دم‌دراز
پولک‌پوست دم‌دراز (نام علمی: Manis tetradactyla) نام یک گونه از سرده پولک‌پوست است.